# Cantó de Pont-en-Royans
El cantó de Pont-en-Royans  és un cantó francès del departament de la Isèra, situat al districte de Grenoble. Té 12 municipis i el cap és Pont-en-Royans.

## Municipis
- Auberives-en-Royans
- Beauvoir-en-Royans
- Châtelus
- Choranche
- Izeron
- Pont-en-Royans
- Presles
- Rencurel
- Saint-André-en-Royans
- Saint-Just-de-Claix
- Saint-Pierre-de-Chérennes
- Saint-Romans

## Història
| Data d'elecció                           | Identitat       | Partit                     | Qualitat |
| ---------------------------------------- | --------------- | -------------------------- | -------- |
| 1951-1967                                | André Martin    | radical                    |          |
| 1967-1976                                | Pierre Salazard | Divers gauche              |          |
| 1976-1994                                | Yves Pillet     | PS                         |          |
| 1994-                                    | Bernard Perazio | RPR, després Divers droite |          |
| les dades anteriors no són pas conegudes |                 |                            |          |
|                                          |                 |                            |          |

| 1962  | 1968  | 1975  | 1982  | 1990  | 1999  | 2007  |
| ----- | ----- | ----- | ----- | ----- | ----- | ----- |
| 4.573 | 4.826 | 4.613 | 5.147 | 5.273 | 5.621 | 6.294 |